# Museum für Hamburgische Geschichte
Das Museum für Hamburgische Geschichte wurde 1908 gegründet und von 1914 bis 1918 nach Plänen von Fritz Schumacher am Holstenwall in der Hamburger Neustadt errichtet. Das kulturhistorische Museum bietet einen Überblick über die Geschichte Hamburgs von etwa 800 bis zur Gegenwart und ist Teil der Stiftung Historische Museen Hamburg. Aktuell ist das Museum wegen umfangreicher baulicher und inhaltlicher Modernisierung bis Ende 2028 geschlossen. Für die Modernisierung wurden 101 Millionen Euro zur Verfügung gestellt.

## Geschichte und Organisation
Die Anfänge des Museums gehen auf die Sammlung Hamburgischer Alterthümer zurück, die der 1839 gegründete Verein für Hamburgische Geschichte zusammenstellte. Frühe Objekte waren u. a. Architekturfragmente des abgerissenen Domes. Nach dem Brand von 1842 wurde die Sammlung durch weitere Teile von Häusern, wie den beiden Portalen des abgebrannten Rathauses, ergänzt. Für die stetig wachsende Sammlung gab es jedoch noch keinen festen Ausstellungsort, sodass die Exponate ab 1849 provisorisch im Keller des Johanneums untergebracht wurden. Die Sammlung wurde 1849 verstaatlicht, weiterhin aber ehrenamtlich betreut.
Unter den folgenden Erweiterung der Sammlung ist insbesondere die Aufnahme des Bestandes aus Hamburgs Zeughaus, der 1875 einige besonders kostbare Stücke brachte, hervorzuheben.
Die Gründung eines Museums wurde ab 1884 von Hamburger Persönlichkeiten wie Hans Speckter oder Alfred Lichtwark gefordert. 1906 beschloss der Senat die Gründung eines Museums für Hamburgische Geschichte und berief 1908 Otto Lauffer zum ersten Direktor, der das Haus bis 1946 leitete. Sein Nachfolger Walter Hävernick prägte mit einer chronologischen statt thematischen Ordnung der Sammlung und einer Neuausrichtung auf die Wirtschafts- und Verkehrsgeschichte Hamburgs das Gesicht des Museums in der Nachkriegszeit. Der Archäologe Jörgen Bracker wurde 1976 zum Direktor berufen und hatte dieses Amt bis 2001 inne. Ihm folgte als Direktorin die Volkskundlerin Gisela Jaacks, die seit 1971 im Haus gearbeitet hatte. Von 2008 bis 2015 stand das Museum unter der wissenschaftlichen Leitung der Historikerin Lisa Kosok, die vorher das Museum der Arbeit geleitet hatte. Nach dem Kunsthistoriker Hans-Jörg Czech (2016–2019) ist seit dem 1. November 2020 die Historikerin Bettina Probst Direktorin des Museums; sie hatte zuvor für die Staatlichen Kunstsammlungen Dresden und die Stiftung Preußischer Kulturbesitz gearbeitet.
Von 1947 bis 1964 hatte das Museum die Aufgaben der Bodendenkmalpflege und Sammlung archäologischer Funde aus Hamburg inne, die archäologischen Sammlungsbestände wurden 1972 an das Helms-Museum abgegeben, die Aufgabe der Bodendenkmalpflege wurde 1964 zunächst einer eigenständigen Behörde und schließlich 1987 ebenfalls dem Helms-Museum übertragen.
Seit 1985 wird das Museum vom Verein der Freunde des Museums für Hamburgische Geschichte e. V. unterstützt. Seiner Initiative verdankt es unter anderem die Vollglasüberdachung des Innenhofs. Hierdurch konnte eine zusätzliche Fläche gewonnen werden, die zugleich auch für Konzerte oder Ähnliches genutzt werden kann. Am 1. Januar 2008 wurde das Museum von der Freien- und Hansestadt Hamburg in die neugegründete Stiftung Historische Museen Hamburg eingebracht.
Das Museum verfügt über die Außenstelle in der Kramer-Witwen-Wohnung, Krayenkamp 10. Außerdem gehören einige Objekte des Museumshafens Oevelgönne dem Museum, so zum Beispiel der Schwimmkran HHLA I – Karl Friedrich Steen.
Seit 2011 besteht unter dem Titel GLAM – Galleries, Libraries, Archives and Museums eine Kooperation des Museums mit Wikipedia und Wikimedia Commons, bei der Sammlungs- und Ausstellungsobjekte digital zugänglich gemacht und Bilder unter einer Creative Commons Lizenz veröffentlicht wurden. Seit November 2012 sind in der Ausstellung des Museums QR-Codes installiert, die mit Hilfe des QRpedia-Systems auf Wikipedia-Artikel verlinken.
Seit Anfang Februar 2023 ist die Dauerausstellung des Museums geschlossen und wird geräumt.  Die Sonderausstellungen und das Restaurant im Erdgeschoss sind seit dem 8. Januar 2024 geschlossen.  Anschließend soll das Museum bis Ende 2028 renoviert. Für die Maßnahmen steht ein Budget von 101 Millionen Euro zur Verfügung, wovon 18 Millionen vom Bund und 83 Millionen Euro vom Land gestellt werden.

## Gebäude

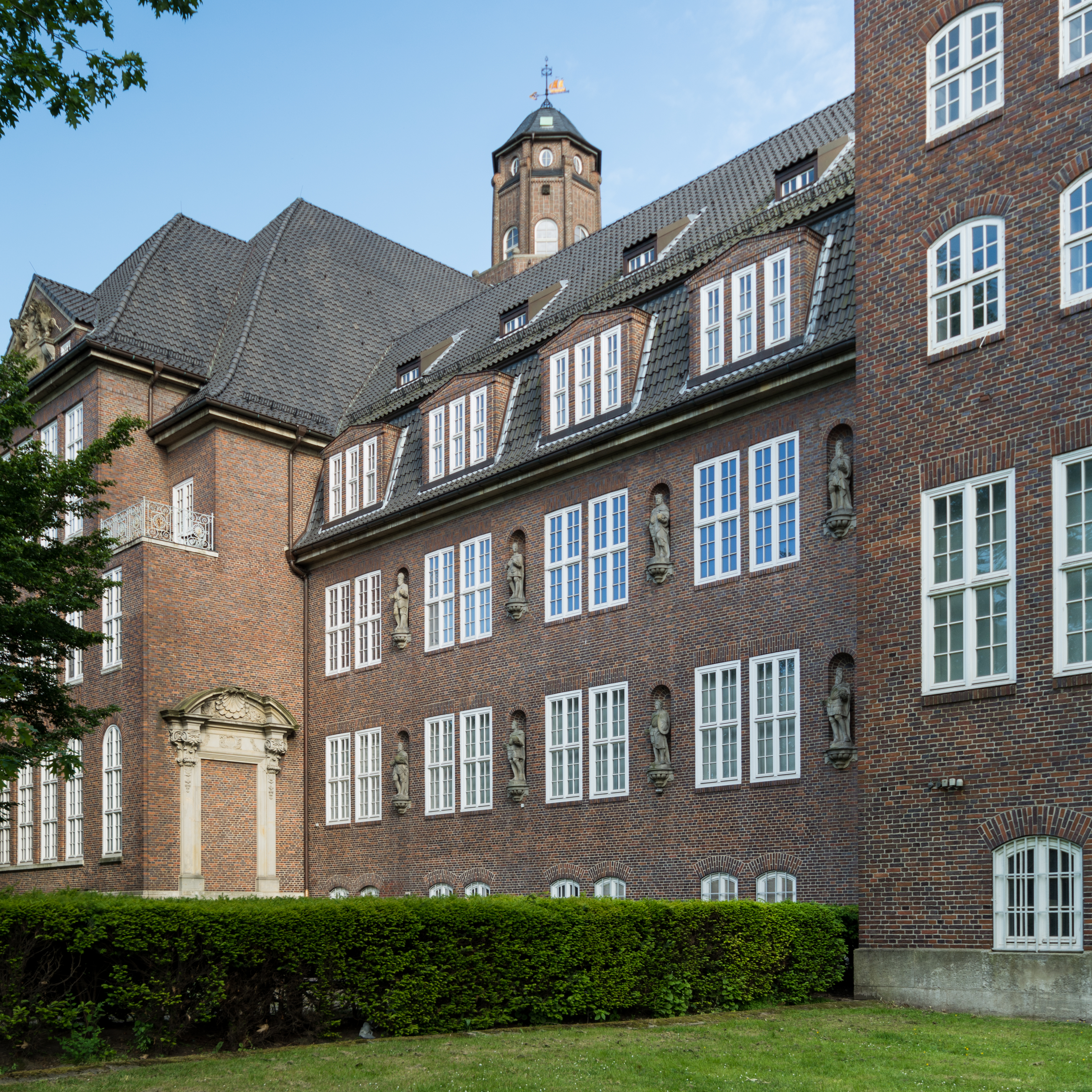
Nordfassade mit Spolie eines Bürgerhauses und Kaiserfiguren vom alten Rathaus

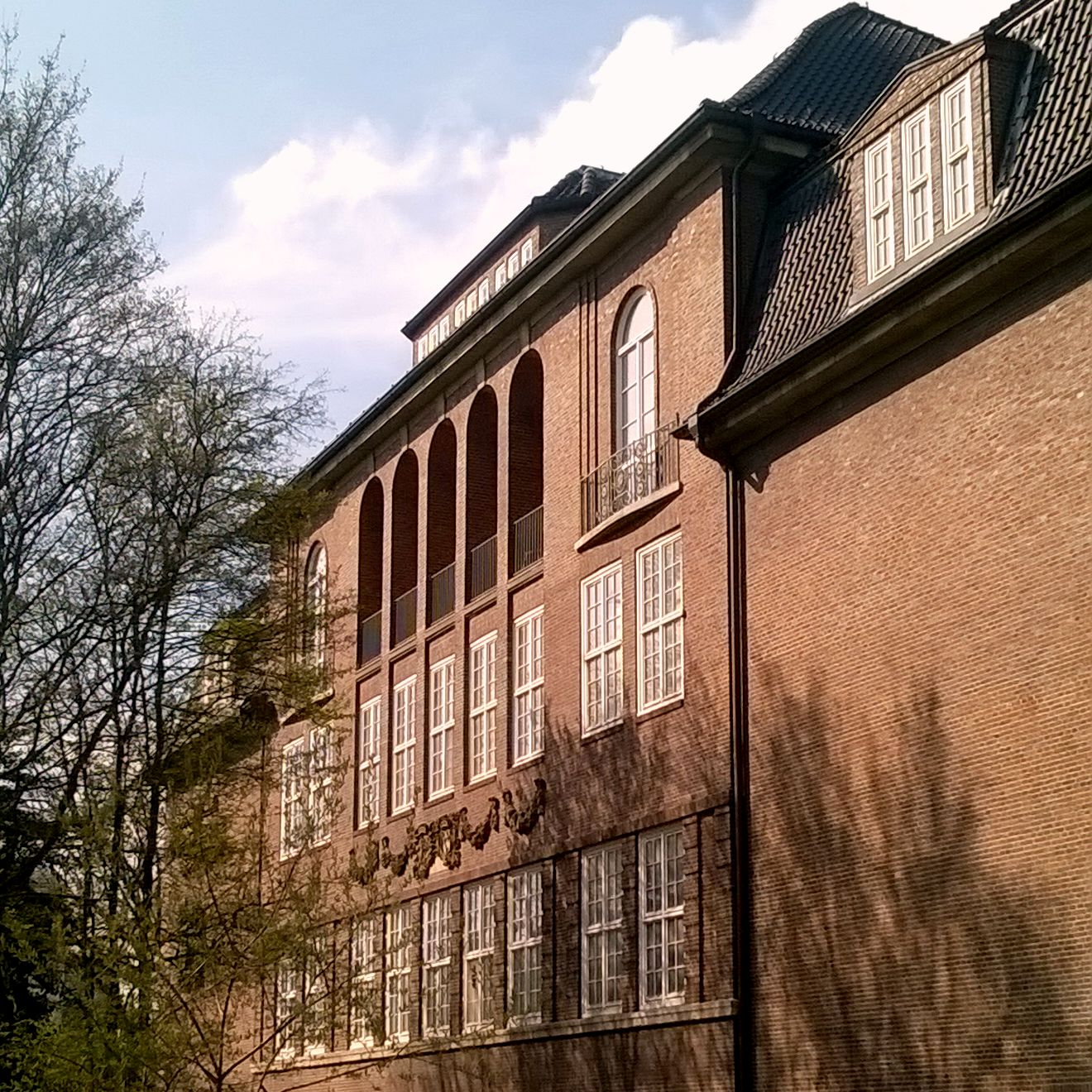
Südfassade mit Fensterbögen der Villa Rücker im Obergeschoss

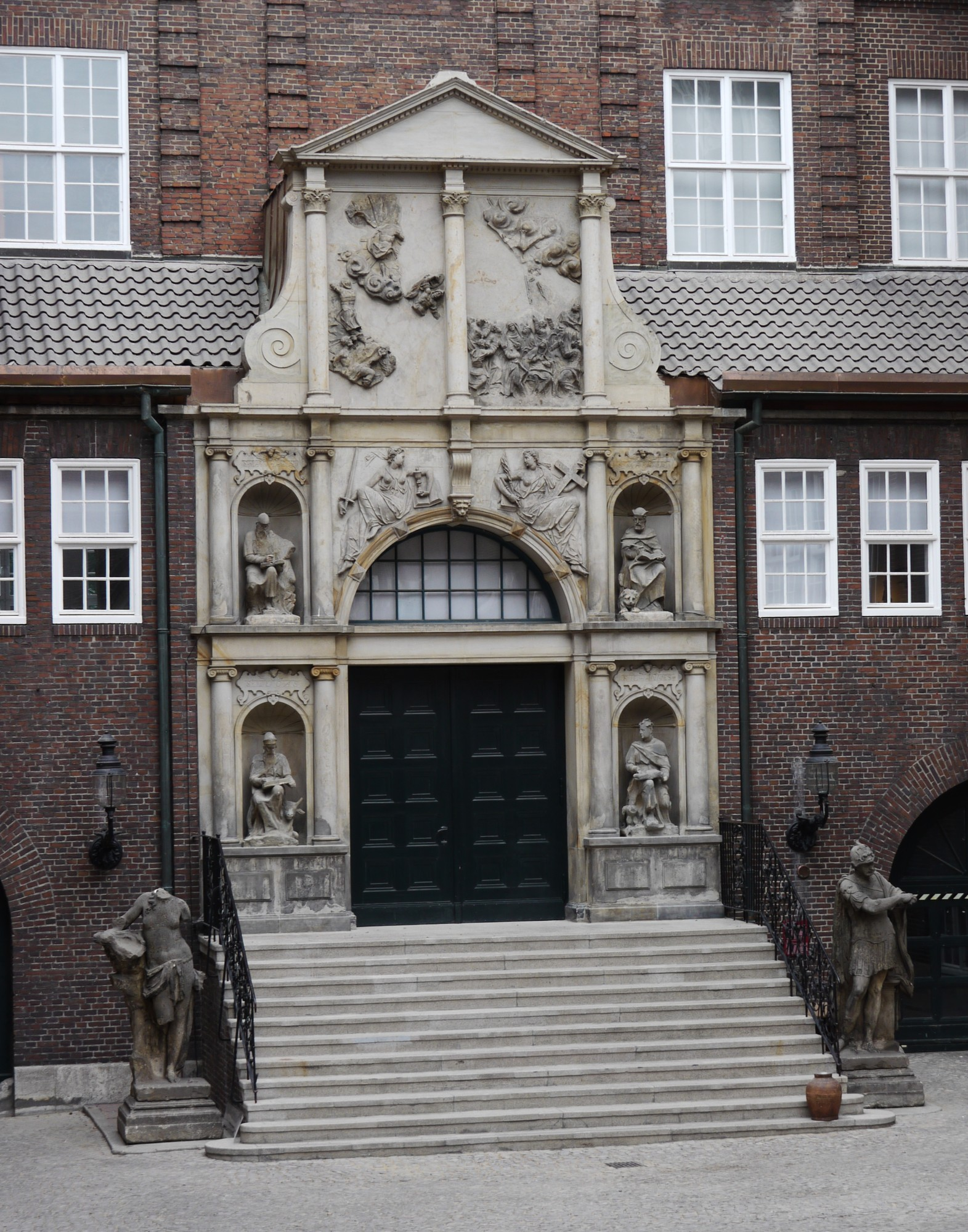
Ehemaliges Südportal der Hauptkirche Sankt Petri im Innenhof des Museums

Das von 1914 bis 1922 nach Plänen von Fritz Schumacher errichtete Museum befindet sich auf der westlichen Seite des Holstenwalls, keine 100 m vom Millerntor entfernt. Am Ort des Museums befand sich die im 17. Jahrhundert vom Festungsbaumeister Valckenburgh errichtete Bastion Henricus als Teil der barocken Hamburger Wallanlagen. Nach dem Schleifen der Wallanlagen wurde im tieferliegenden Gelände um die Bastionen der Park Planten un Blomen errichtet. Auf der Bastion stand von 1826 bis zu ihrem Abriss Anfang des 20. Jahrhunderts die Hamburger Sternwarte. Die Flanken einer Bastion stehen nicht rechtwinklig zur Grundlinie des Walls, wodurch das Bastions-Grundstück gegen den Holstenwall gedreht ist. Der ehemalige breite Wassergraben der Wallanlagen ist als Wasserlauf in den Park integriert, wodurch eine Erweiterung des Grundstücks durch Anschütten Schwierigkeiten bereitet hätte. Daher setzte Schumacher, dessen repräsentative Hamburger Bauten sonst symmetrische Fassaden und Baukörper in klarer Ausrichtung zu Straßenachsen besitzen, auf einen um 45° gegen die Straßenlinie gedrehten Entwurf mit einem zweigliedrigen Baukörper, der spitzwinklig in die Wallanlagen ragt.
Schumacher schuf 1909 die ersten Entwürfe für das Gebäude. 1914 begannen die Bauarbeiten, die jedoch 1916 inmitten des Ersten Weltkriegs unterbrochen wurden. Eine Besonderheit des Gebäudes sind die in der Fassade, im Außengelände wie auch innerhalb der Ausstellungsräume aufgenommenen Spolien, und zwar Architekturfragmente ehemaliger Bürger- und Staatsbauten. Die Bauteile zählen zum ersten Sammlungsbestand des Hauses und wurden vor allem im 19. Jahrhundert nach großen städtebaulichen Einschnitten – wie dem Großen Brand von 1842, dem Bau der Speicherstadt ab 1883 oder dem Abbruch der Gängeviertel – gerettet. Im Innenhof wurde das 1604/05 von Georg Baumann geschaffene Südportal der im Hamburger Brand 1842 zerstörten Hauptkirche St. Petri eingebaut.
1922 wurde das Museum eröffnet.
Im Zweiten Weltkrieg wurden Teile des Gebäudes in mehreren Luftangriffen zerstört, besonders in den Angriffen vom 18. November 1943, vom 27. bis 29. Juli 1944 und vom 30. September 1944. Im Standardwerk über die Zerstörungen westdeutscher Bauten im Luftkrieg wird das Museum als „charakteristisches Beispiel für die allmähliche Zermürbung vieler Bauten durch zahlreiche Kleinschäden“ bezeichnet. Ein Großteil der Sammlungen konnte rechtzeitig ausgelagert werden.
1946 wurde das Haus als letztes Hamburger Museum nach dem Krieg wieder eröffnet. Seit 1976 steht das Museum samt den innen, außen und auf dem Grundstück eingebauten „Dokumente[n] hamburgischer Bau- und Kunstgeschichte“ unter Denkmalschutz.
Im Hauptgeschoss befindet sich ein Café, das Museumsbesuchern und – über einen separaten Eingang – auch anderen Gästen zur Verfügung steht.
1989 wurde der L-förmige Innenhof des Gebäudes mit einem Glasdach überdacht und von nun an als „Fritz-Schumacher-Hof“ bezeichnet. Der Entwurf für den Umbau stammte vom Architektenbüro Gerkan, Marg und Partner, die Statik verantwortete Jörg Schlaich. Zwei tonnenförmige Netzkuppeln überspannen 14 bzw. 17 m. Die Feldelemente aus Flachstäben mit vorgespannten Diagonalseilen sind mit Sonnenschutzglas einfachverglast, der Übergang von Glasdach zum Gebäude schließt nicht dicht ab, wodurch Innen- und Außenklima ungefähr gleich sind. Sollten Schnee- und Eislasten zu groß werden, kann das Dach beheizt werden. 1995 wurde die Restaurierung des Petri-Portals abgeschlossen, das nach seiner Beschädigung 1842 und Einbau im Innenhof des Museums im Zweiten Weltkrieg abermals schwer zerstört worden war.

## Sammlung

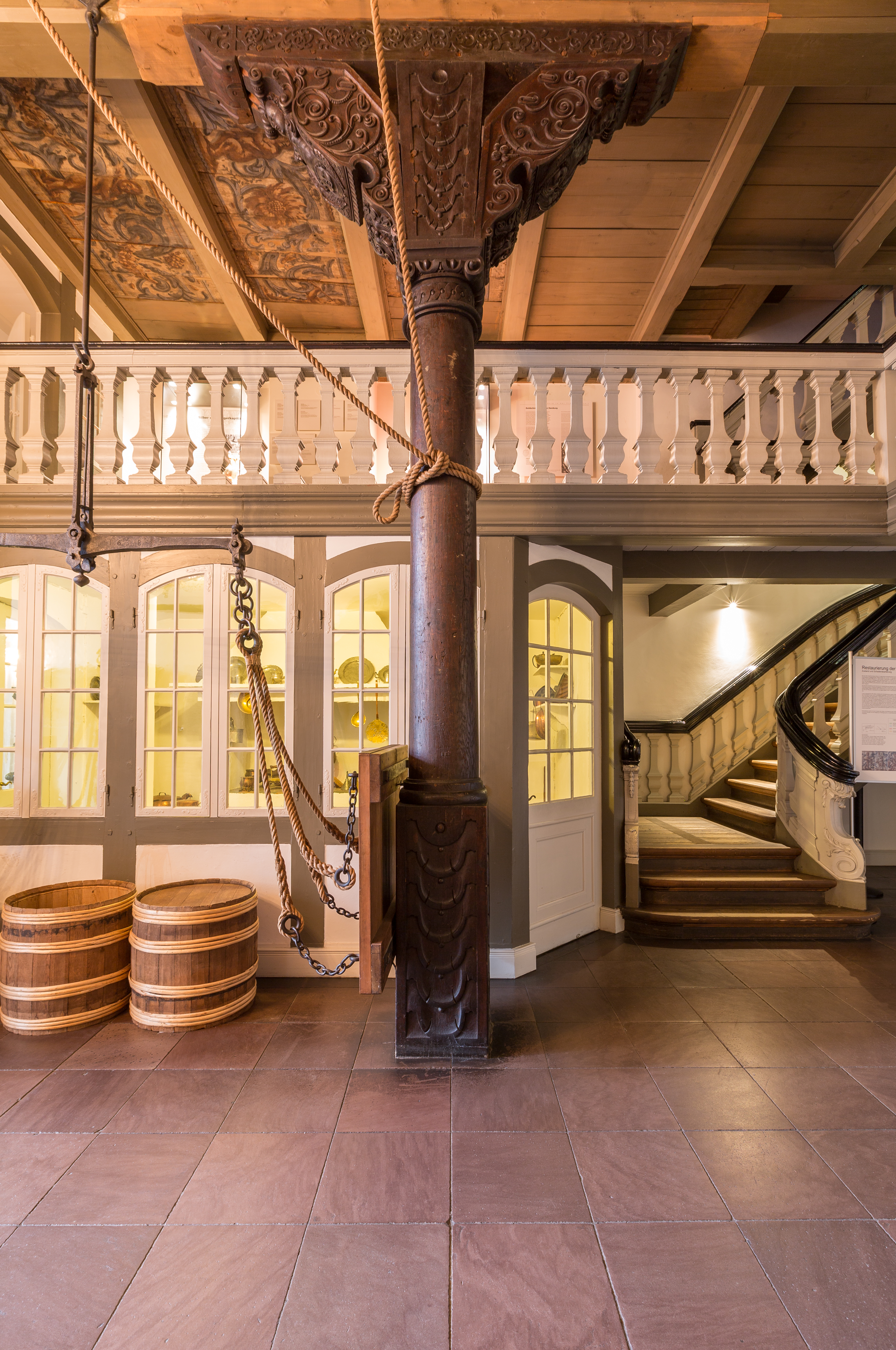
Rekonstruierte Kaufmannsdiele, wie sie in vielen Althamburger Bürgerhäusern zu finden war

Neben Archiven, in denen für Hamburg relevantes Schriftgut gesammelt wird, und der Bibliothek mit Hamburg-Literatur umfassen die Sammlungsbereiche des Museums außerdem weiteren Bauschmuck und Bauteile alter Hamburger Gebäude, Exponate zu Handwerk und Gewerbe, Schifffahrt und Verkehr, Wohn- und Gartenkultur, Judaika, Kunsthandwerk, Militaria, Musikinstrumente, Spielzeug, technisches Kulturgut sowie Modelle von Schiffen, Gebäuden und der Stadt Hamburg zu unterschiedlichen Zeiten. In einem kleinen Gemäldedepot werden zudem in wechselnden Ausstellungen ausgewählte Gemälde der Sammlung vorgestellt, die einen Einblick in den Bestand geben.

## Ständige Ausstellung
Die ständige Ausstellung umfasst sechs Abteilungen: im ersten Obergeschoss ist ein Stadtgeschichtlicher Rundgang von den Anfängen Hamburgs im 9. Jahrhundert bis zur Gegenwart konzipiert. Das Thema Hamburg im 20. Jahrhundert ist im Erdgeschoss und Untergeschoss ausgestellt, der Bereich Mode, Musik, Kunst und Theater befindet sich ebenfalls im Erdgeschoss. Im zweiten Obergeschoss sind die 400-jährige Geschichte der Juden in Hamburg und Historische Wohnräume ausgestellt, zudem findet sich hier die verkehrshistorische Anlage der Modelleisenbahn.

### Stadtgeschichtlicher Rundgang

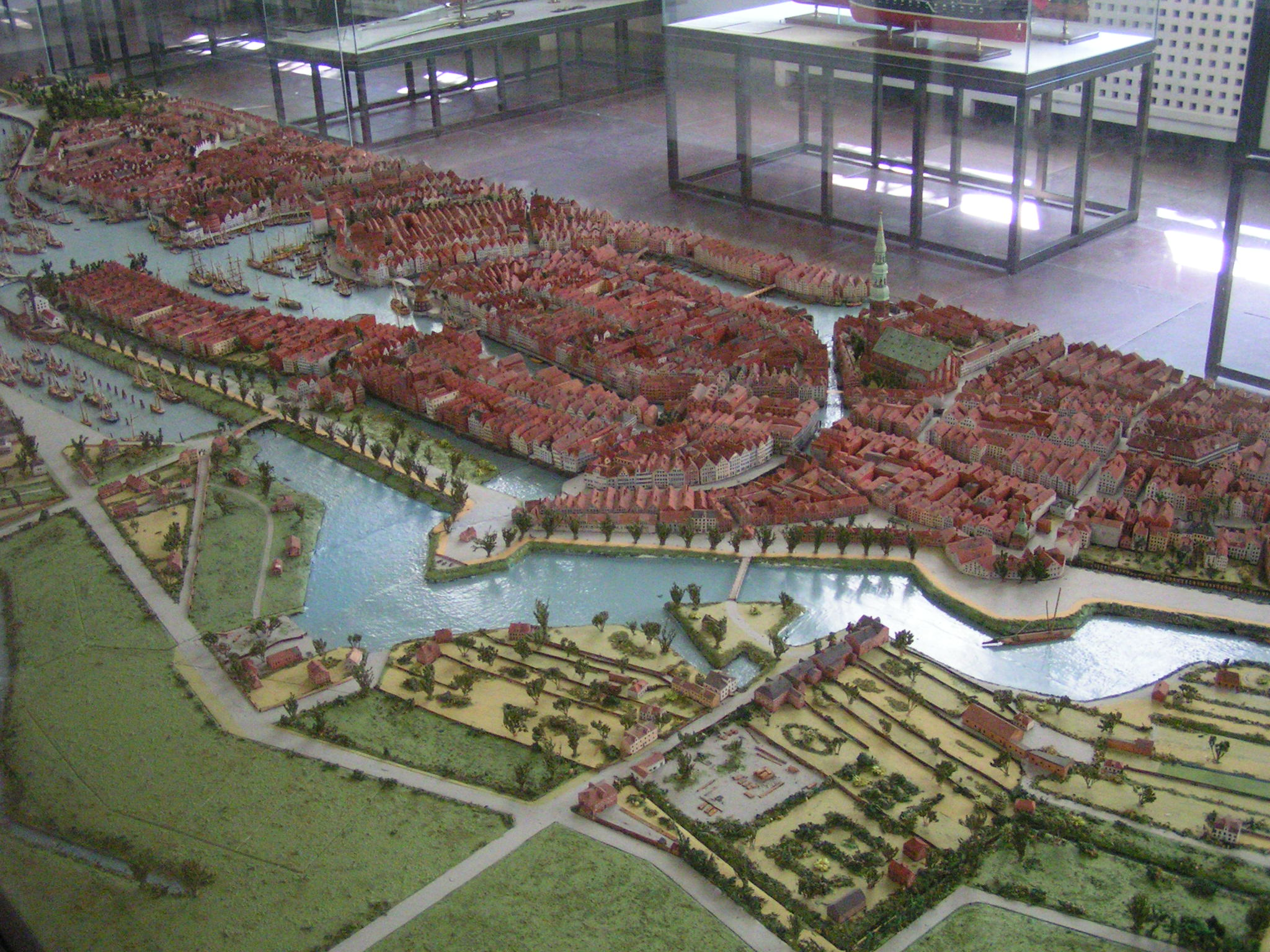
Historisches Modell der Hamburger Hafenanlagen, um 1800. Im Vordergrund der Große Grasbrook, hinter dem Wallgraben das Katharinenviertel mit Kirche, das Wandrahm- und das Kehrwiederviertel, dahinter der Binnenhafen

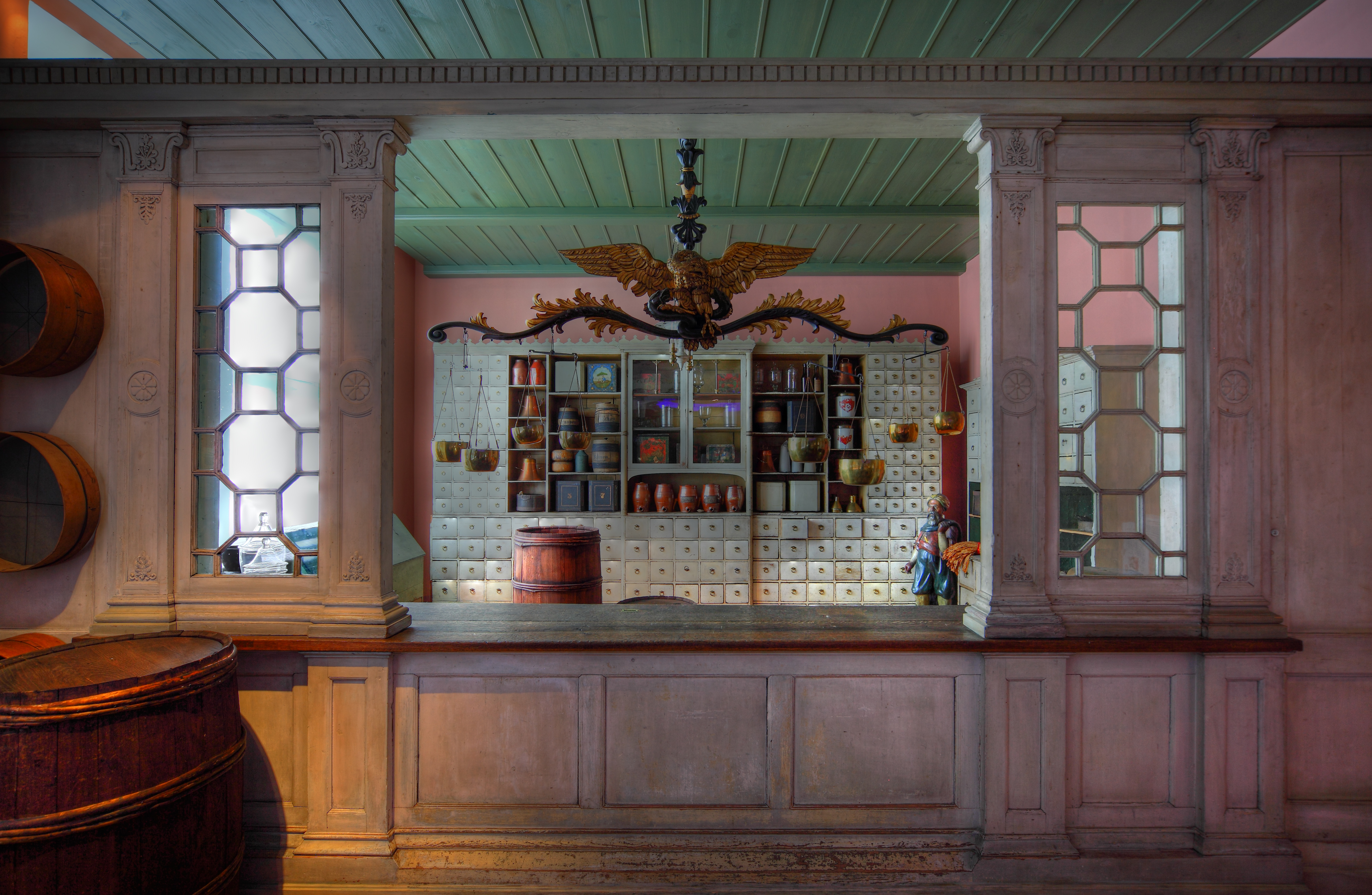
Kolonialwarenladen um 1830

Zentraler Ausstellungsteil ist ein Rundgang in der ersten Etage, der die Stadtgeschichte von ihren Anfängen als Siedlung Hammaburg im 9. Jahrhundert bis in die Gegenwart thematisiert und dabei insbesondere Einblicke in die Entwicklung von Wirtschaft, Handel und Hafen gibt. Nachvollziehbar wird das Werden und Wachsen der Stadt von Mittelalter und Reformationszeit, über Frühe Neuzeit und Aufbruch in die Moderne bis zur Hafen- und Stadtentwicklung durch zahlreiche sehr detaillierte Stadtmodelle.
Die Ausstellungsräume sind vielschichtig gestaltet. So wird in dem Nachbau einer Kogge und deren Innenraum das Mittelalter und das Thema Kampf gegen die Piraten mit den Legenden um Klaus Störtebeker dargestellt. In der Sammlung befindet sich ein 1878 auf dem Grasbrook entdeckter, etwa 600 Jahre alter Schädel, der traditionell dem Seeräuber zugeschrieben wird. Dieses Exponat wurde 2010 entwendet und im März 2011 über einen Mittelsmann zurückgegeben.
Das 16. Jahrhundert und die Reformation werden neben anderen durch eine große Zahl Sakralskulpturen thematisiert. Der wirtschaftliche und kulturelle Aufschwung der Stadt ab dem 17. Jahrhundert wird vor allem in dem Aufbau einer barocken Kaufmannsdiele nachvollziehbar. Schifffahrt und Schiffbau ab dem 18. Jahrhundert finden neben vielen weiteren Exponaten in dem großen Werftmodell der Wapen von Hamburg (III) und den Kupferbarren von Wittenbergen aus einem Schiffswrack Ausdruck.
Die Bedeutung des Hafens für die Stadtgeschichte wird im Ausstellungsbereich Taktgeber Hafen mit diversen Exponaten und medialer Aufarbeitung dargestellt. Seit 2012 macht zudem der sogenannte Hamburg-Medientisch mit digitalen Stadtplänen und einem Zeitrad die Hamburger Stadtgeschichte interaktiv nachvollziehbar.

### Hamburg im 20. Jahrhundert
Das zwanzigste Jahrhundert wird vom Museum mit einem Ausstellungsbereich dargestellt, der sich sowohl im Keller- als auch im Erdgeschoss befindet. Die Ereignisse und Entwicklungen vom Deutschen Kaiserreich bis zur Jahrtausendwende werden insbesondere anhand von Alltagsinszenierungen thematisiert, so zeigen ein Wohnzimmer aus der Kaiserzeit, ein Milchladen aus den 1930er Jahren, ein Luftschutzkeller aus dem Zweiten Weltkrieg, ein Wohnzimmer aus den 1950er Jahren, eine Wohngemeinschaft um 1972 und ein Designer-Loft aus den 1990er Jahren die jeweiligen Lebenswelten. Weitere Themenbereiche sind unter anderem Revolution in Hamburg, Leben unter dem Hakenkreuz, Hamburgs Weg in den Feuersturm und Wirtschaftswunder.

### Mode, Musik, Kunst und Theater

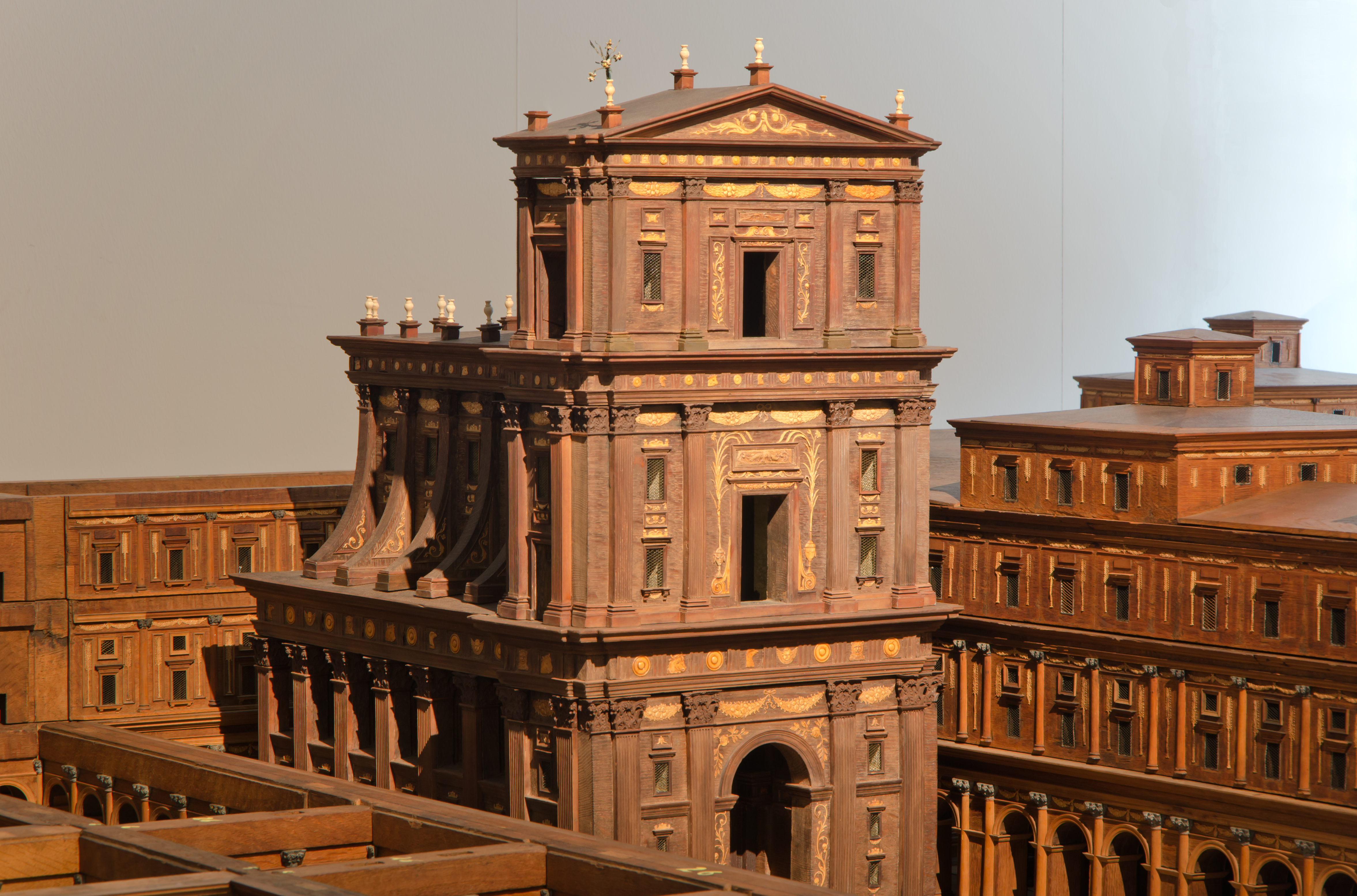
Hamburger Tempelmodell

Der Ausstellungsbereich Mode, Musik, Kunst und Theater stellt Facetten des kulturellen Lebens in Hamburg seit dem 17. Jahrhundert dar. Ausführlich thematisiert wird darin die Kostümgeschichte von 1750–1830 und 1830–1920 sowie die Ausstellung der Künstlerkleider Hans Leips und Flamencokostüme des Tänzers Sylvin Rubinstein. Ausgestellt werden zudem im Themenbereich Musik und Theater im 17. und 18. Jahrhundert zahlreiche Exponate von den damaligen Bühnen der Stadt, so zum Beispiel das Cembalo von Carl Conrad Fleischer von 1716 oder eine Posaune von 1587. Ein wichtiges Stück der Sammlung aus der Barockzeit ist das von 1680 bis 1692 gebaute Modell des Salomonischen Tempels.

### Juden in Hamburg
Im zweiten Obergeschoss zeigt die Ausstellung Juden in Hamburg die 400-jährige Geschichte der jüdischen Bewohner der Stadt, von den ersten Einwanderungen um 1600, den Emanzipationsprozess bis zur rechtlichen Gleichstellung im späten 19. Jahrhundert, die Zeit der nationalsozialistischen Verfolgungen und den Wiederaufbau der Gemeinde nach 1945. Eines der zentralen Objekte ist der Nachbau des Interieurs einer Synagoge. In zahlreichen Exponaten wird die Bedeutung der Juden für die Stadtgeschichte, ihre Integration ebenso ihre Diskriminierung dargestellt sowie die Verfolgung und Vernichtung der Juden während der Zeit der NS-Herrschaft.

### Historische Wohnräume
Der Ausstellungsbereich Historische Wohnräume im zweiten Obergeschoss zeigt Zeugnisse hamburgischer Wohnkultur, Räume mit Inneneinrichtungen des Klassizismus, Biedermeier oder Historismus, verzierte Zimmerdecken, Wandpaneele oder illusionistische Wandbemalungen. Höhepunkte in diesem Gang sind unter anderem die Decke aus dem Catharinenstraßenzimmer, der Festsaal aus der Deichstraße 53, das Klopstockzimmer und eine Bilderuhr mit Alsterpanorama.

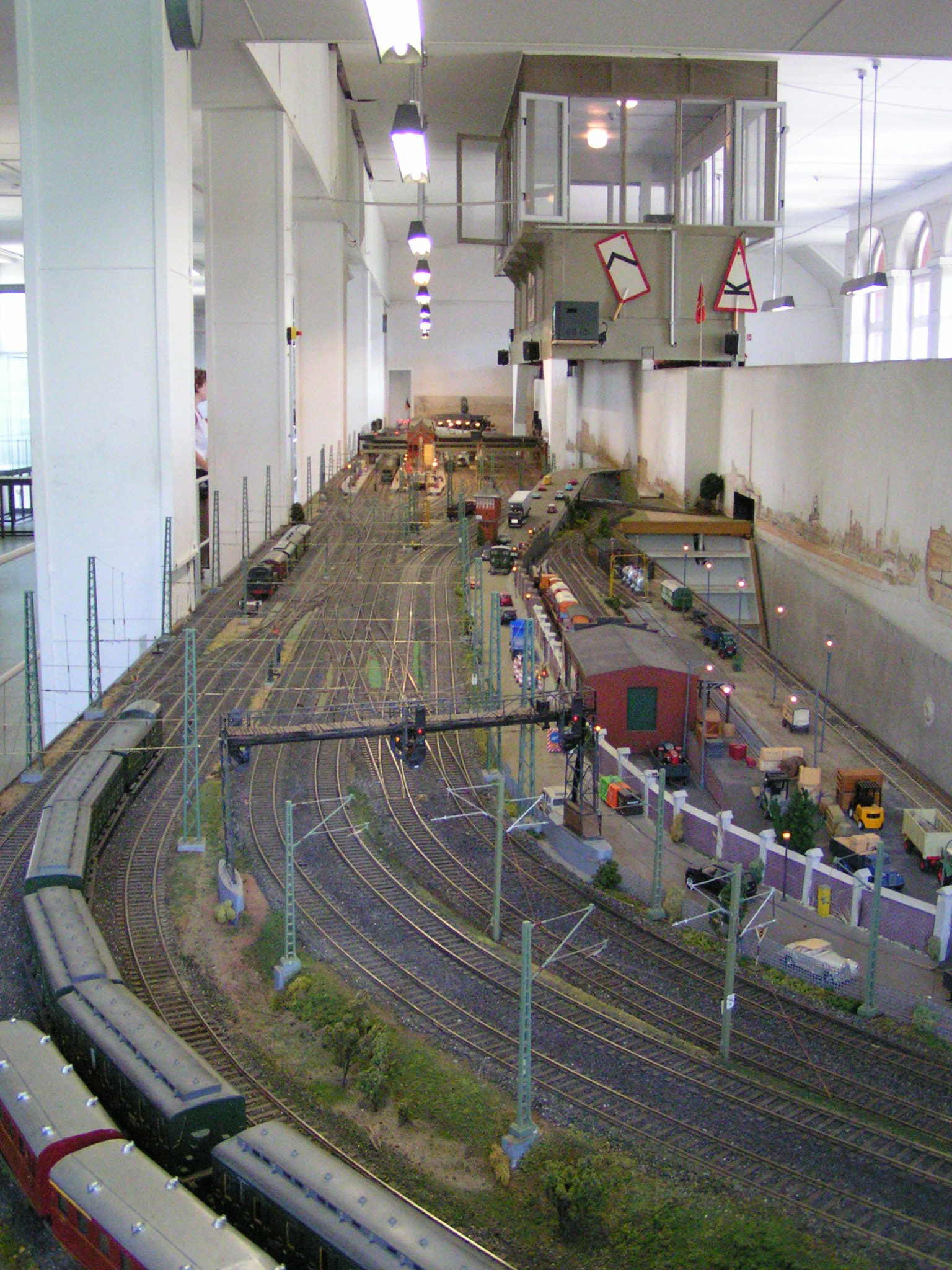
Vorderseite der Modellbahn mit Bahnhof HH-Harburg

### Modelleisenbahnanlage
Mit einer Gleislänge von über 1200 Metern im Maßstab 1:32 (Nenngröße 1; Spur 1, 45 mm Modell-Spurweite; 250 Weichen) auf einer Fläche von rund 250 m² ist die vom Verein Modelleisenbahn Hamburg e. V. (MEHEV) betriebene Modelleisenbahnanlage die größte ihrer Art in Europa.
Der Verein wurde bereits 1931 gegründet, 1946 wurde sein erster Vorsitzender Direktor des Museums. Die Anlage im zweiten Obergeschoss konnte nach zahlreichen Schwierigkeiten am 7. Oktober 1949 eröffnet werden, sie wurde 1956 erweitert. Fahrzeuge, Unter- und Oberbau, Bauten sowie ein zeitgenössisches Panorama entstanden überwiegend in Eigenleistung. Seit 1949 im Dienst und somit ältestes noch fahrendes Modell auf der Anlage ist der „Fliegende Hamburger“ (VT 04 000).
Nach einem Kurzschluss und einer unfreiwilligen „Umbaupause“ (1994 bis 1996) gibt es wieder tägliche Vorführungen des Bahnbetriebs zwischen Harburg und dem Hamburger Hauptbahnhof. Gezeigt werden ebenfalls Fotos, Modelle und Objekte zur Entwicklung von Fernbahn und städtischem Nahverkehr.

## Forschungsprojekte

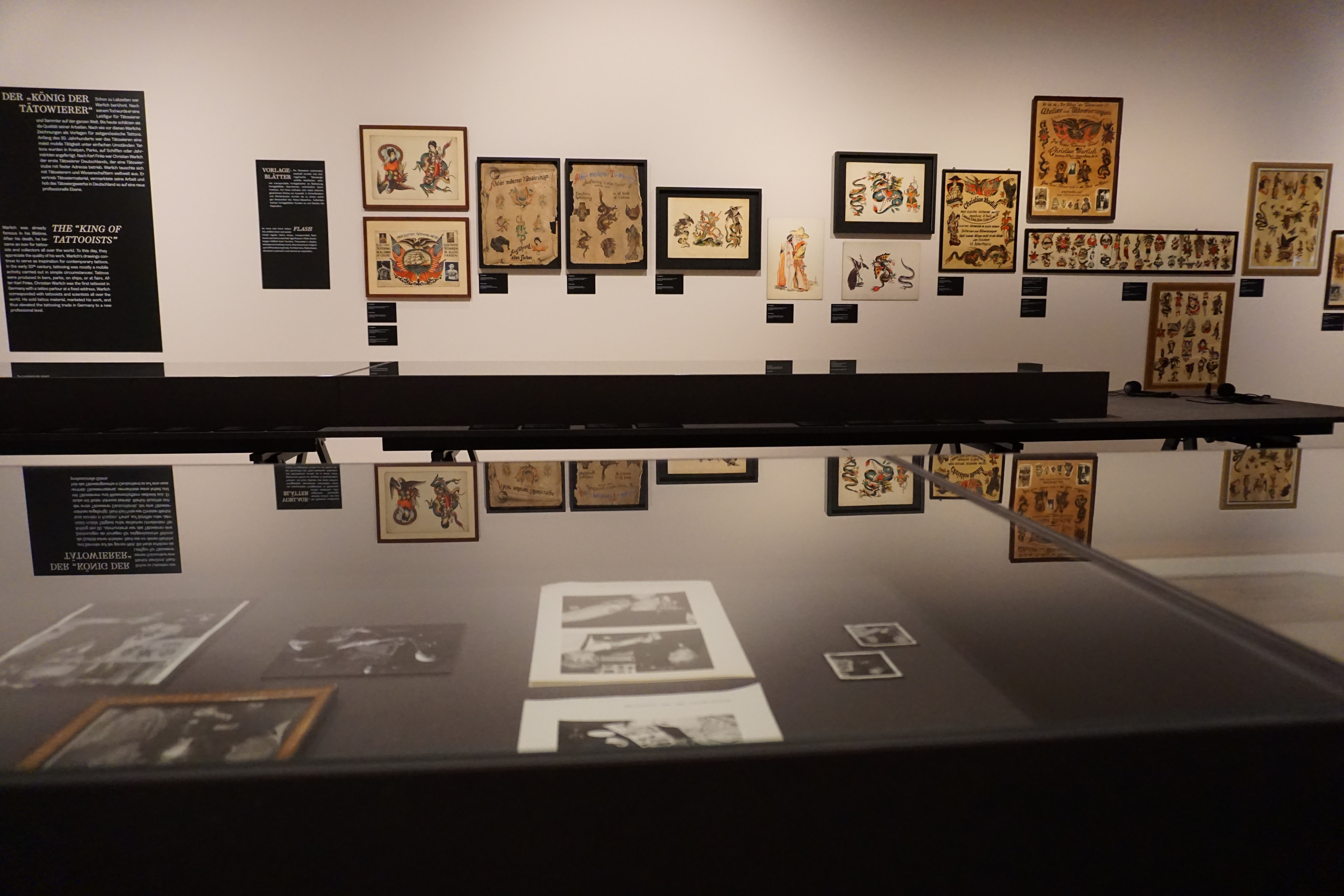
Sonderausstellung Tattoo-Legenden. Christian Warlich auf St. Pauli am 5. Mai 2020

Mit Unterstützung der Hamburger Stiftung zur Förderung von Wissenschaft und Kultur in Kooperation mit der Stiftung Historische Museen Hamburg/Museum für Hamburgische Geschichte leitete der Hamburger Kunsthistoriker Ole Wittmann ein Forschungsprojekt zu dem Thema „Der Nachlass des Hamburger Tätowierers Christian Warlich (1890–1964)“, das am 1. Dezember 2015 begann. Das Projekt mündete in eine Sonderausstellung, die unter dem Titel TATTOO-LEGENDEN Christian Warlich auf St. Pauli vom 27. November 2019 bis zum 25. Mai 2020 im Museum für Hamburgische Geschichte gezeigt wurde. Wittmann übernahm 2018 die Aufgaben als Kurator, er wurde bei seinen Forschungen und der Ausstellungsvorbereitung von Manfred Kohrs unterstützt. Die Eröffnungsrede hielten, neben dem Kurator Wittmann, der Museumsleiter Hans-Jörg Czech und der Senator für Kultur und Medien Carsten Brosda. Aufgrund der COVID-19-Pandemie musste die Ausstellung am 13. März 2020 unvermittelt geschlossen werden. Wittmann und das Institut für Deutsche Tätowier-Geschichte erstellten einen digitalen Rundgang mit dem Ergebnis, dass die Ausstellung am 20. März „international die einzige aktuelle Sonderausstellung war, die online zu besuchen war - eine schon totgesagte Ausstellung wurde reanimiert und es gab eine aktive Teilhabe einer Community am Thema Tattoo-Geschichte“. Das Projekt wurde am 29. Oktober 2020 mit dem Annual Multimedia Award in Gold für den virtuellen Rundgang Tattoo-Legenden in der Kategorie Events im Internet ausgezeichnet. Der Onlinerundgang wird von Nachlass Warlich und dem Institut für deutsche Tätowier-Geschichte präsentiert und kann weiter besucht werden. Ein Jahr nach Eröffnung der analogen Ausstellung im MHG folgte ab November 2020 die Fortsetzung der digitalen Variante: in der Schau Christian Warlich. Digital Exhibit Pt II stehen einzelne Objekte im Fokus.